# Greki
Greki - Греки (rus) - és un khútor del krai de Krasnodar, a Rússia. Es troba a la zona de llacunes que formen la desembocadura del riu Kirpili. És a 22 km al nord-oest de Kalíninskaia i a 79 km al nord-oest de Krasnodar.
Pertany al khútor de Gretxànaia Balka.